# Corona (космічна програма)

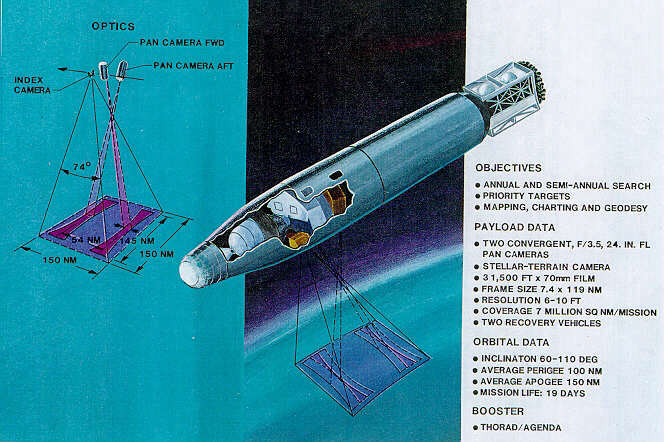
Супутник KH-4B серії Corona

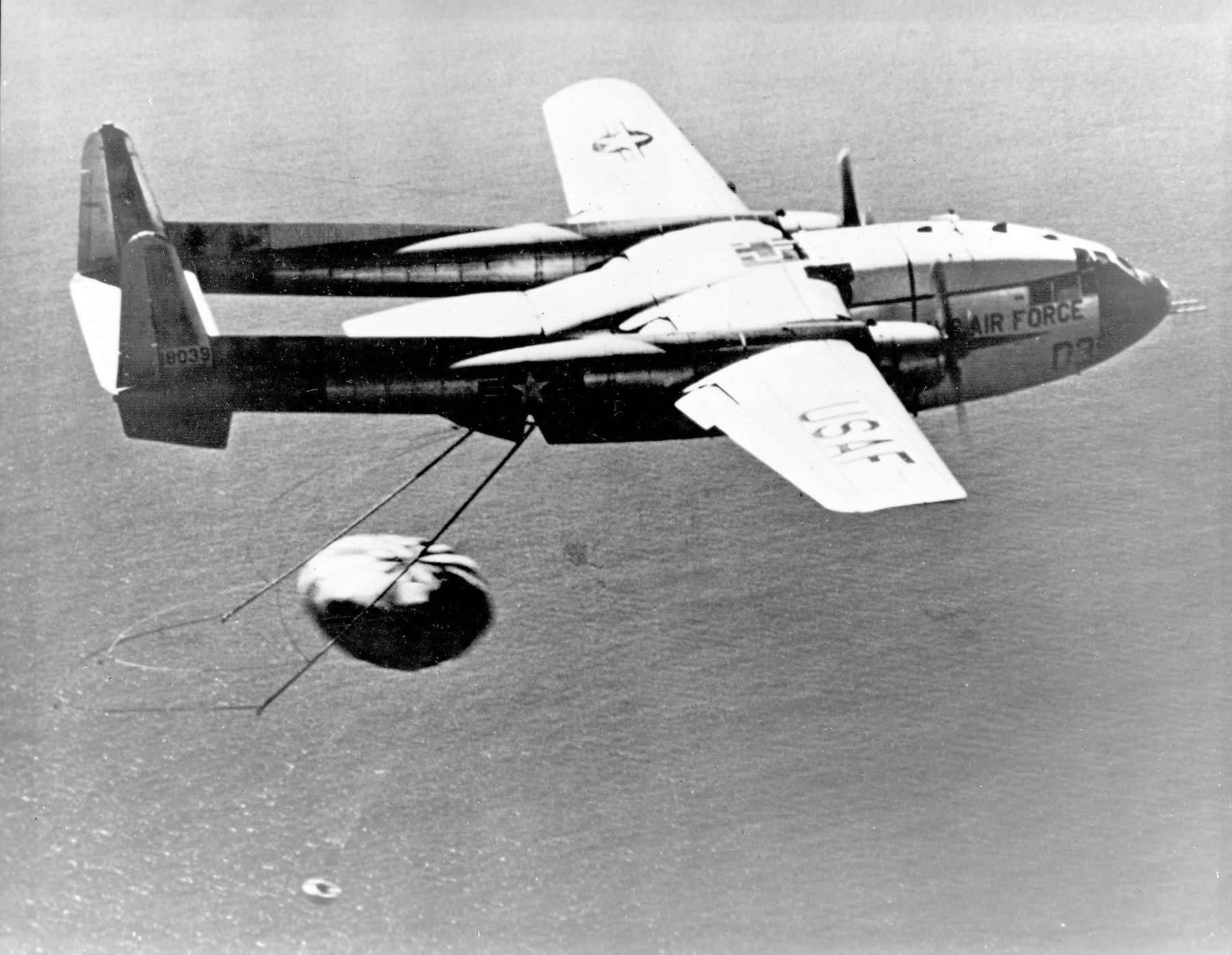
Уловлювання пускової капсули Discoverer-14. Так само ловили капсули програми CORONA

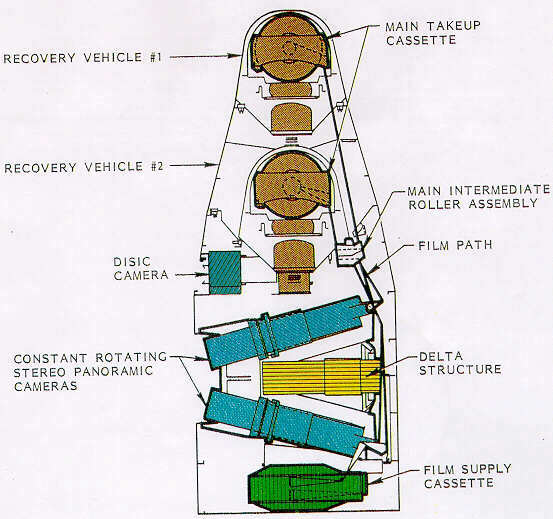
Схема розташування фотокамер типу «J-1» на супутнику KH-4A (1963 to 1969)

Corona — американська програма супутникової розвідки оборонного призначення. Була розроблена Управлінням з питань науки ЦРУ за підтримки ВПС США. Супутники призначались для вивчення швидкості виготовлення Радянським Союзом стратегічних бомбардувальників і балістичних ракет, а також виявлення їхніх позицій, а також для спостереження за наземними об'єктами КНР. Діяла з червня 1959 до травня 1972. Назва програми була кодовим іменем, а не є акронімом.
За програмою запускались апарати восьми типів: CORONA (KH-1, KH-2, KH-3), MURAL (KH-4, KH-4A, KH-4B), ARGON (KH-5), LANYARD (KH-6). Назва типу починалась зі скорочення кодового імені KeyHole (укр. Замкова шпарина), а цифра вказувала на тип використовуваної камери. Систему позначень почали використовувати 1962-го року з появою четвертого типу камери, попередні типи отримали назву ретроспективно. З 28 лютого 1959-го року по 25 травня 1972-го року за програмою було запущено 144 апарата, з них 102 повністю виконали програму польоту. Усі запуски відбувались з бази Ванденберг.
Супутники були оснащені довгофокусними широкоформатними фотокамерами та іншими приладами спостереження. Всього в рамках програми Corona було запущено 144 супутника, 102 з яких зробили корисні знімки.
У даний час знімки системи Corona широко застосовуються для мирних цілей, зокрема, в археології та геодезії.

## Історія
Програма Corona починалася в 1956 році під назвою «Discoverer» («Відкривач»), як частину програми розвідувальних космічних апаратів WS-117L ВПС США. WS-117L ґрунтувалася на рекомендаціях і розробках корпорації RAND. ВВС стверджує, що «місцем народження програми Corona» є Станція ВПС США Онидзука. У травні 1958, Міністерство оборони наказало передати програму WS-117L у ARPA. У 1958 фінансовому році повітряні сили профінансували програму WS-117L на рівні 108,2 мільйонів доларів (з поправкою на інфляцію це 870 мільйонів у 2012). У 1959 фінансовому році ВПС і ARPA спільно витратили 132,3 мільйона доларів на проект Discoverer (з поправкою на інфляцію це буде 1,05 мільярда в 2012), а у 1960 — 101,2 мільйона доларів (800 мільйонів у цінах 2012).
Проект Corona отримав прискорений розвиток після того, як СРСР вдалося збити літак-шпигун U-2 над своєю територією у травні 1960 року.
4 жовтня 1957-го року СРСР запустив перший у світі штучний супутник Землі, що міг без обмежень пересуватись над поверхнею Землі. У лютому 1958-го року президент США Ейзенхауер схвалив розробку програми Корона.
28 лютого 1959-го року ЦРУ і ВПС США здійснили першу спробу запуску космічного апарата Діскаверер-1 — випробувального прототипу, апарат не вийшов на орбіту.
1 травня 1960-го року було збито літак-розвідник Ю-2, що прискорило роботи за програмою.
22 червня 1960-го року було запущено GRAB — супутник радіоелектронної розвідки, створений ВМС США, перший американський розвідувальний супутник.
12 серпня 1960-го року Діскаверер-13 успішно скинув капсулу з плівкою.
18 серпня 1960-го року Діскаверер-14 виконав і успішно скинув перші знімки.
6 вересня 1961-го року було створено Національне управління авіакосмічної розвідки США, відповідальне за американську авіакосмічну розвідку, яку раніше здійснювали ЦРУ, ВМС США, ВПС США, Армія США.
18 квітня 1962-го року було запущено останній апарат під назвою Діскаверер, після чого запуски стали надзвичайно секретними.
25 травня 1972-го року було запущено останній апарат за програмою — Корона-1117, який 31 травня виконав останні знімки за програмою. Запуски припинили у зв'язку з виявленням радянського підводного човна в районі запланованого скидання капсули в Тихому океані.
Найуспішнішим за програмою був період 1966–1971, коли відбулось 32 запуски з поверненням на Землю придатних знімків.
24 лютого 1995-го року було оголошено про підготовку урядового розпорядження про розсекречення програми Корона
24 травня 1995-го року відбулась церемонія розсекречення програми в Центральному розвідувальному управлінні і Національному музеї авіації і космонавтики США.

## Опис
Перші супутники використовували спеціальну фотокамеру з фокусною відстанню 610 мм для 70-мм плівки. Плівку випускала фірма Eastman Kodak, вона мала товщину 7,6 мкм.
Апарати монтувались у верхній частині ступеня Аджена-Ей, Аджена-Бі або Аджена-Ді, тому можливі розбіжності в масі і розмірах — іноді супутником вважають увесь ступінь.
У верхній частині апарата розташовувались одна або дві капсули. Кожна капсула мала теплозахисний щит, відсік для відзнятої фотоплівки, парашут, радіомаяк, твердопаливний гальмівний двигун. Капсулу мав упіймати спеціально обладнаний літак під час спуску на парашуті, у випадку невдачі капсула могла недовго плавати на поверхні океану, після чого тонула, щоб уникнути потрапляння секретного вмісту до ворожих рук.

## Цікаві факти
Перший вдалий політ супутника за програмою Corona приніс більше даних, ніж всі попередні польоти U-2, разом узяті.

## Типи апаратів
| Період                           | Ракета-носій                                      | Тип апарата | Тип камер | Роздільна здатність | Опис                                                            | Кількість апаратів             |
| -------------------------------- | ------------------------------------------------- | ----------- | --------- | ------------------- | --------------------------------------------------------------- | ------------------------------ |
| 25 червня 1959 — 13 вересня 1960 | Тор-Аджена-Ей                                     | KH-1        | Панорамна | 7,5 м               | Перші супутники фоторозвідки. Одна камера, одна спускна капсула | 10, успішно скинута 1 капсула  |
| 26 жовтня 1960 — 4 серпня 1961   | Тор-Аджена-Бі                                     | KH-2        | Панорамна | 7,5 м               | Одна камера, одна спускна капсула                               | 7, успішно скинуто 4 капсули   |
| 30 серпня 1961 — 13 січня 1962   | Тор-Аджена-Бі                                     | KH-3        | Панорамна | 7,5 м               | Одна камера, одна спускна капсула                               | 9, успішно скинуто 5 капсул    |
| 27 лютого 1962 — 21 грудня 1963  | Тор-Аджена-Бі Тор-Аджена-Ді                       | KH-4        | Панорамна | 7,5 м               | Одна камера, дві спускні капсули                                | 26, успішно скинуто 20 капсул  |
| 25 серпня 1963 — 22 вересня 1969 | Тор-Аджена-Ді Торад-Кастор-1-Аджена-Ді            | KH-4A       | Панорамні | 2,7 м               | Дві камери, дві спускні капсули                                 | 52, успішно скинуто 94 капсули |
| 15 вересня 1967 — 25 травня 1972 | Торад-Кастор-1-Аджена-Ді Торад-Кастор-2-Аджена-Ді | KH-4B       | Панорамні | 1,8 м               | Дві камери, дві спускні капсули                                 | 17, успішно скинуто 32 капсули |
| 17 лютого 1961 — 21 серпня 1964  | Тор-Аджена-Бі Тор-Аджена-Ді                       | KH-5        | Покадрова | 138 м               | Одна камера, одна спускна капсула                               | 12, успішно скинуто 5 капсул   |
| 18 березня 1963 — 31 липня 1963  | Тор-Аджена-Ді                                     | KH-6        | Панорамна | 1,8 м               | Одна камера, одна спускна капсула                               | 3, успішно скинуто 2 капсули   |

### KH-1, −2, −3, −4, −4A, −4B
З 1959-го по 1972-ий роки було запущено 145 супутників цих типів, з них 102 надіслали прийнятні фотознімки. Для дезінформації супутники запускались під назвами Діскаверер (англ. Discoverer — відкривач). Перші чотири апарати були випробувальними і не мали камер. Перший апарат з камерою — Діскаверер-4 — спробували запустити 25 червня 1959-го року, однак він не вийшов на орбіту.
Супутники типів KH-1, −2, −3, −4 використовували монопанорамну камеру з роздільною здатністю 7,5 метрів, типу KH-4A — стереопанорамну з роздільною здатністю 2,7 метра, KH-4B — стереопанорамну з роздільною здатністю 1,8 метра. Спеціальна плівка довжиною 9600 м і шириною 70 мм заправлялась у касети. Фокусна відстань об'єктива становила 60 см.
Висота орбіти апаратів змінювалась в межах 166–463 км. Супутники типів KH-4A і KH-4B використовували нижчі орбіти, порівняно з попередніми, завдяки чому вдалось збільшити роздільну здатність зображень.
12 серпня 1960-го року Діскаверер-13 успішно скинув капсулу з плівкою. 18 серпня 1960-го року Діскаверер-14 виконав і успішно скинув перші знімки.
Останній запуск відбувся 25 травня 1972-го року. Запуски припинили у зв'язку з виявленням радянського підводного човна в районі запланованого скидання капсули в Тихому океані.

### KH-5
1961-1964 було запущено 12 апаратів цього типу, з них 5 успішно скинули капсули з плівкою. Запуски апаратів цього типу почались під час запуску апаратів типу KH-2. Головним завданням апаратів типу KH-5 було виконання зйомки з низькою роздільною здатністю для створення карт. Супутники мали масу 1150-1500 кг.

### KH-6
З березня по липень 1963-го року було запущено 3 апарати цього типу. Апарати мали виявити об'єкти радянської протиракетної оборони під Таллінном, Камера могла зміщуватись під час польоту для отримання стереозйомки визначеної території.